# Aposteln
Aposteln, amerikansk film från 1997.

## Handling
Sonny är en hängiven karismatisk frikyrkopastor i den amerikanska södern. Han leder en blomstrande församling och har en vacker fru och två barn. Frun är dock trött på Sonnys intensiva liv och vill skiljas för att börja ett nytt liv med en ny man. Driven av svartsjuka slår dock Sonny ihjäl sin hustrus älskare. Jagad av polis flyr Sonny ut i ödemarken. Efter att ha ransakat sin situation genomgår Sonny en omvändelse där han lämnar sin gamla identitet bakom sig och döper om sig själv till E.F. Aposteln. Driven av religiöst nit grundar han en församling ute i ödemarken.

## Om filmen
Filmen är inspelad i Collin County, Dallas, Denton County, och Lafayette.
Den hade världspremiär vid Toronto International Film Festival den 6 september 1997 och svensk premiär den 20 november 1998, åldersgränsen är 11 år.

## Rollista (urval)
- Robert Duvall - Euliss "Sonny" Dewey, Aposteln
- Farrah Fawcett - Jessie Dewey
- June Carter - Mrs. Dewey, sr.
- Billy Bob Thornton - bråkmakaren
- Miranda Richardson - Toosie

## Musik i filmen
- What Passes For Love, skriven av David Grissom, framförd av Storyville
- There Ain't No Grave (Gonna Hold My Body Down), skriven av Claude Ely, framförd av Robert Duvall
- Waitin' on the Far Side Banks of Jordan, skriven av Terry Smith, framförd av June Carter Cash
- Handwriting on the Wall, skriven av Mel Mallory, framförd av Little Leo
- Eunice Waltz, skriven av Floyd Soileau och Maurice Berzas, framförd av Steve Riley och the Mamou Playboys
- The Bible Rap Song, skriven av Eli Wilson, Cathy Johnson och Cornela Jones
- Bayou Pon Pon, framförd av Le Trio Cadien
- What's It All About, skriven av Mel Mallory, framförd av Little Leo
- You Didn't Have to Say It, Out Loud, skriven av Randy Sharp och Chris Farren, framförd av Chris Farren
- I'll Fly Away, skriven av Alfred E. Brumley, fram förd av The Fountain of the Living Word Church of Dallas, Texas Choir
- Two Coats, framförd av Patty Loveless
- I Will Not Go Quietly, skriven och framförd av Steven Curtis Chapman
- (I'm a) Soldier in the Army of the Lord, framförd av Lyle Lovett
- Shine On, skriven och framförd av Dolly Parton